# ジェットコースター・ロマンス
「ジェットコースター・ロマンス」は、KinKi Kidsの3枚目のシングル。1998年4月22日に8cmCDで発売。発売元はジャニーズ・エンタテイメント。
2007年12月26日に12cmCD（マキシシングル）として再発売をしている。

## 解説
前作「愛されるより 愛したい」から約5か月ぶりとなるシングル。
初回プレス版は、CDが赤、青、緑のKinKi Kidsのロゴ入りのビニールケースに入れられ販売された。なお、収納されているCDは通常盤。
当初はKinKi Kidsのデビュー曲として提唱された曲だが、山下自身が「（この曲では）100万枚行かない」と納得がいかず、「もう1週間くれ」と言って、代わって『硝子の少年』が製作された。

## チャート成績
オリコン週間ランキングで、初週50.0万枚を売り上げ、初登場1位を獲得した。CD累計売上は94.5万枚（オリコン調べ）を記録したが、出荷枚数などから日本レコード協会からはミリオンセラーの認定を受けている。
また、2016年2月9日付のオリコンデイリーランキングで18位を記録し、同年2月22日付のオリコン週間ランキングでは25位を記録した。これはKinKi Kidsの20周年を祝うためにファンが行った購買運動によるものであると考えられる。

## 収録曲
1. ジェットコースター・ロマンス [4:54]
（作詞：松本隆　作曲：山下達郎　編曲：船山基紀）
堂本剛・堂本光一出演のANA『'98パラダイス沖縄』キャンペーンCMソング。
CMとPVの撮影を兼ねて、沖縄で行われている。
デビュー曲「硝子の少年」と同じく松本隆、山下達郎コンビによる作品である。
山下がプロデュースする作品の場合、山下自身がアレンジも行うが、この作品を制作する際に多忙だったため、アレンジを船山基紀に依頼したという経緯がある。山下自身がアレンジのイメージを船山に伝えるため渡したデモテープのアレンジと、実際に船山から渡されたアレンジが全く異なっていたため、山下がその変わりようにびっくりした、というエピソードがある。この際のデモテープは、後に『山下達郎のサンデー・ソングブック』にてオンエアされた。また、作曲した山下自身もコーラスに参加している。
出版者：ブライト・ノート・ミュージック
2. HELLO [4:55]
（作詞：山本英美　作曲：寺田一郎　編曲：船山基紀）
CDデビュー前からコンサートで披露されていた。
出版者：ブライト・ノート・ミュージック
3. ジェットコースター・ロマンス（オリジナル・カラオケ）
4. HELLO（オリジナル・カラオケ）

## 参加ミュージシャン
※クレジットは『KinKi Single Selection』より
- ジェットコースター・ロマンス
  - Arrange, Programmer：船山基紀
  - Dr：島村英二
  - カバキーニョ：田代耕一郎
  - L.Percussions：浜口茂外也
  - Guitar：松原正樹
  - Trumpet：数原晋
  - Trumpet：河東伸夫
  - Trombone：中川英二郎
  - Tenor Sax：Jake. H. Conception
  - Violin：友田哲明
  - Chorus：山下達郎

## 収録アルバム
- ジェットコースター・ロマンス
  - B album
  - KinKi Single Selection
  - The BEST
- HELLO
  - 39

## 映像作品
- ジェットコースター・ロマンス
  - Asian Biggest Live with 光一Birthday KinKi Kids 3 days Panic! at TOKYO DOME '98-'99
  - KinKi KISS Single Selection
  - 風雲再起近畿小子2001台北演唱會 〜KinKi Kids Returns! 2001 Concert Tour in Taipei〜
  - KinKi Kids Dome Tour 2004-2005 -Font De Anniversary.-
  - KinKi you DVD
  - KinKi Kids 2010-2011 〜君も堂本FAMILY〜
  - K album（初回限定盤）
  - KinKi Kids Concert 2013-2014「L」
  - KinKi Kids Concert 「Memories & Moments」
  - 2015-2016 Concert KinKi Kids
  - We are KinKi Kids Dome Concert 2016-2017 TSUYOSHI & YOU & KOICHI
  - KinKi Kids Concert 2022-2023 24451〜The Story of Us〜（初回限定盤）
  - 39 Very much